# Raionul Mîkolaiiv, Liov
Mîkolaiiv (în ucraineană Миколаївський район, transliterat: Mîkolaiivskîi raion) este un raion în regiunea Liov, Ucraina. Reședința sa este orașul Mîkolaiiv.

## Demografie
Componența lingvistică a raionului Mîkolaiiv
     Ucraineană (98,47%)
     Rusă (1,37%)
     Alte limbi (0,07%)
Conform recensământului din 2001, majoritatea populației raionului Mîkolaiiv era vorbitoare de ucraineană (98,47%), existând în minoritate și vorbitori de rusă (1,37%).